# 凯尔特学

凯尔特诸民族，如今大多数凯尔特人聚居地

凯尔特学（英文：Celtology或Celtic studies）是一门学科，研究与凯尔特语民族相关的任何类型的文化，包括语言学、文学和艺术史、考古学和历史，重点在于研究各种现存和灭绝的凯尔特语言。  主要关注领域是目前使用的六种凯尔特语言：爱尔兰、苏格兰盖尔语、曼克斯、 威尔士语、康沃尔语和布列塔尼语。
作为一门大学学科，它在多所大学教授，其中大部分在爱尔兰、英国或法国，但也有在美国、加拿大、澳大利亚、德国、波兰、奥地利和荷兰。